# Navadni fižol
Navadni fižol (znanstveno ime Phaseolus vulgaris) je enoletna stročnica iz družine metuljnic, ki jo gojijo po vsem svetu zaradi užitnih posušenih semen in strokov. Fižol je plezalka, pri kateri so steblo in listi goli ali poraščeni s svetlimi trihomi, cvetovi pa merijo 1–3 cm v dolžino. Navadni fižol od bližnje sorodnega laškega fižola (P. coccineus) zanesljivo ločimo po tem, da so venčni listi rumenkasti ali modrikasti, v socvetju pa je največ 6 cvetov.
Divji fižol uspeva v Amerikah. Molekularni in arheološki dokazi kažejo na to, da se je ta vrsta od predhodnikov odcepila na območju Andov v sedanjem Peruju in Ekvadorju, nato pa je bila pred približno 7000 leti vzporedno udomačena v Andih in v Mezoameriki. Od takrat prevladuje človeški vpliv na izbiranje lastnosti, kljub temu pa je opazno, da so se udomačene populacije večkrat skozi zgodovino križale z divjimi fižoli in populacijami sorodnih vrst, kot je laški fižol. Po odkritju Amerike so ga raziskovalci v začetku 16. stoletja prinesli na Iberski polotok, od koder se je sčasoma razširil po vsej Evropi. Tudi na Slovenskem je bil splošno razširjen že v Valvasorjevih časih, tako da je nastalo več avtohtonih sort.

## Gojenje
Fižol gojijo po vsem svetu; z odbiranjem lastnosti in načrtnim žlahtnjenjem je nastalo več geografskih sort oz. kultivarjev. V grobem delimo kultivarje na dve glavni skupini, nizke (grmičaste) in visoke. Pri nizkih vrstah cveti cela rastlina hkrati, pri visokih pa se cvetovi razvijajo postopoma, tako da so slednji manj primerni za strojno obiranje. Kot večina metuljnic je tudi navadni fižol sposoben fiksacije dušika iz zraka s pomočjo simbiontskih bakterij, zato ne potrebuje veliko gnojenja.
Mjanmar, Indija in Brazilija so največje pridelovalke zrnja, Kitajska pa je največja pridelovalka stročjega fižola. Leta 2016 je bilo na svetu na približno 30 milijonov hektarjih površin pridelanih 26,8 milijona ton suhega fižola v zrnju in 23,6 milijona ton stročjega fižola.
| Največje pridelovalke fižola v zrnju (milijonov ton), 2016 | Največje pridelovalke fižola v zrnju (milijonov ton), 2016 |
| ---------------------------------------------------------- | ---------------------------------------------------------- |
| Mjanmar                                                    | 5,19                                                       |
| Indija                                                     | 3,90                                                       |
| Brazilija                                                  | 2,62                                                       |
| ZDA                                                        | 1,27                                                       |
| Tanzanija                                                  | 1,16                                                       |
| Ljudska republika Kitajska                                 | 1,13                                                       |
| Mehika                                                     | 1,09                                                       |
| Uganda                                                     | 1,01                                                       |
| Kenija                                                     | 0,73                                                       |
| Etiopija                                                   | 0,48                                                       |
| Svet skupaj                                                | 26,83                                                      |

| Največje pridelovalke stročjega fižola (milijonov ton), 2016 | Največje pridelovalke stročjega fižola (milijonov ton), 2016 |
| ------------------------------------------------------------ | ------------------------------------------------------------ |
| Ljudska republika Kitajska                                   | 18,69                                                        |
| Indonezija                                                   | 0,93                                                         |
| Indija                                                       | 0,66                                                         |
| Turčija                                                      | 0,65                                                         |
| Tajska                                                       | 0,31                                                         |
| Egipt                                                        | 0,29                                                         |
| Španija                                                      | 0,17                                                         |
| Maroko                                                       | 0,17                                                         |
| Italija                                                      | 0,16                                                         |
| Bangladeš                                                    | 0,13                                                         |
| Svet skupaj                                                  | 23,60                                                        |

V Sloveniji je fižol najbolj razširjena vrtnina, ki jo gojijo na približno 900 hektarjih površin, a je za komercialno pridelavo manj zanimiva, saj plodovi pri nizkih sortah, ki so priročnejše za intenzivno pridelavo, dozorevajo šele avgusta, ko se na Slovenskem že začenja jesensko deževno obdobje, vlaga pa povzroča propadanje. Od nizkih sort lahko na tem ozemlju sadimo zgodnejše, visoki fižol pa sadimo od maja do julija. Za Slovenijo so med visokimi sortami avtohtoni jabeljski pisanec, jabeljski stročnik, semenarna 22 (sivček), klemen in ptujski maslenec, med nizkimi pa zorin, stanko in filip.